# New People’s Army
Die New People’s Army, Abkürzung NPA (Tagalog: Bagong Hukbong Bayan, Cebuano: Bag-ong Kasundalohan sa Katawhan, spanisch: Nuevo Ejército del Pueblo) ist eine revolutionäre kommunistische Gruppierung auf den Philippinen, die am 29. März 1969 gegründet wurde.

## Geschichte
Die NPA ist der militärische Flügel der Kommunistischen Partei der Philippinen (abgekürzt PKP oder CPP). Die Organisation hat schätzungsweise 10.000 Mitglieder, viel weniger als zur Zeit des Diktators Ferdinand Marcos, als sie 25.000 bis 30.000 Mitglieder hatte und in über 60 der 73 Provinzen des Landes vertreten war. Zu Marcos’ Zeit wurde NPA auch mit „Nice People Around“ („nette Leute von nebenan“) übersetzt.
Die NPA hat ihre Wurzeln in der ebenfalls kommunistischen Hukbalahap-Organisation, die ursprünglich als Guerilla-Organisation gegen die japanische Besatzung der Philippinen im Zweiten Weltkrieg begann und bis in die 1960er-Jahre gegen die philippinische Regierung weiterkämpfte. Danach wurde die NPA neu gegründet. Sie widmete sich einem revolutionären Landreformprogramm zur Senkung des Pachtzinses und der Verbesserung der Lebensbedingungen durch Gesundheits- und Alphabetisierungsprogramme.
Im April 2003 bezeichneten die USA die Gruppierung als eine ausländische Terrororganisation.
José María Sison, der Gründer der Neuen Volksarmee (NPA) und der Kommunistischen Partei der Philippinen (CPP), verbrachte einen Großteil seines Lebens im Exil in den Niederlanden. In dieser Zeit hatte er bis zu seinem Tod im Dezember 2022 die Leitung sowohl über die NPA als auch über die CPP inne.
Der Organisation wird vorgeworfen, dass sie eine Gruppe von Erpressern sei, und keine revolutionäre Gruppierung. Die NPA operiert hauptsächlich in ländlichen Gebieten, wo sie Angriffe auf das Militär, die Polizei und fallweise auf US-amerikanische Soldaten verüben. Manchmal sind Polizisten aber selbst Mitglied der Vereinigung. 1984 spaltete sich aus der NPA die Alex Boncayao-Brigade (ABB) ab, eine Terrorgruppe, die ebenfalls mit Entführung, Erpressung und Auftragsmorden in Erscheinung tritt.

## Verfahrensweise
Persönlichkeiten, die sich gegen die Gewalt des Staates wie auch gegen die Gewalt der NPA und für die Wahrung der Menschenrechte einsetzten, wie etwa Bischof Francisco Claver (1929–2010), wurden von der NPA mit dem Todes bedroht. Die NPA beruft sich auf eine Weiterentwicklung des Marxismus-Leninismus, den Maoismus. Als militärisch-politische Grundlage dessen gilt der verlängerte oder langwierige Volkskrieg, welchen die NPA auch so durchzuführen sucht. Der langwierige Volkskrieg besagt, dass die Kriegsführung gegen den Feind aus einer revolutionären Basis heraus beginnen muss, welche optimalerweise der Ort im Kriegsschauplatz mit der niedrigsten Präsenz des Feindes ist und wo gleichzeitig in Kooperation mit der lokalen Bevölkerung operiert werden kann (deswegen Volkskrieg). Daraufhin sollen die Stellungen des Feindes stückweise von der Peripherie aus erobert werden, um schlussendlich auch die Städte erobern zu können.
Zurzeit kontrolliert die NPA größtenteils abgelegene (periphere) Gebiete auf der Insel Mindanao, hält jedoch auch einige Gebiete im Norden und in den zentralen Regionen. In einzelnen Gebieten führt die NPA auch bereits sozialistische Bodenreformen durch.